# Hadena atrivena
Hadena atrivena là một loài bướm đêm trong họ Noctuidae.